# Re:VIEW
Re:VIEW（リビュー）は、軽量マークアップ言語のひとつである。
Re:VIEW形式のマークアップを付けたコンテンツを、HTML、LaTeX、XML、EPUB、プレーンテキスト等に変換できる。